# Major League Soccer 1998
Navigation
Édition précédente Édition suivante
La Major League Soccer 1998 est la 3e saison de la Major League Soccer, le championnat professionnel de football (soccer) des États-Unis.
La ligue enregistre l'arrivée de deux nouvelles équipes, le Fusion de Miami et le Fire de Chicago. La première rejoint l'Association Est et la seconde l'Association Ouest.
Deux places qualificatives pour la Coupe des champions de la CONCACAF 1999 sont attribuées aux finalistes du championnat.

## Les 12 franchises participantes

### Carte
| Rapids du Colorado Crew de Columbus D.C. United Burn de Dallas Wizards de Kansas City Galaxy de Los Angeles Mutiny de Tampa Bay Revolution de la Nouvelle-Angleterre MetroStars Clash de · San José Fire de Chicago Fusion de Miami |

| Association Ouest - Fire de Chicago (N) - Rapids du Colorado - Burn de Dallas - Wizards de Kansas City - Galaxy de Los Angeles - Clash de San José | Association Est - Crew de Columbus - D.C. United - MetroStars - Fusion de Miami (N) - Revolution de la Nouvelle-Angleterre - Mutiny de Tampa Bay |

### Stades
| Fire de Chicago  | Rapids du Colorado | Crew de Columbus  | D.C. United          |
| ---------------- | ------------------ | ----------------- | -------------------- |
| Soldier Field    | Mile High Stadium  | Ohio Stadium      | RFK Memorial Stadium |
| Capacité: 61.500 | Capacité: 76.273   | Capacité: 102.329 | Capacité: 46.000     |
|                  |                    |                   |                      |

| Burn de Dallas   | Wizards de Kansas City | Galaxy de Los Angeles | Fusion de Miami  |
| ---------------- | ---------------------- | --------------------- | ---------------- |
| Cotton Bowl      | Arrowhead Stadium      | Rose Bowl             | Lockhart Stadium |
| Capacité: 92.100 | Capacité: 81.425       | Capacité: 92.542      | Capacité: 20.450 |
|                  |                        |                       |                  |

| MetroStars       | Revolution de la Nouvelle-Angleterre | Clash de San José | Mutiny de Tampa Bay |
| ---------------- | ------------------------------------ | ----------------- | ------------------- |
| Giants Stadium   | Foxboro Stadium                      | Spartan Stadium   | Houlihan's Stadium  |
| Capacité: 80.200 | Capacité: 60.292                     | Capacité: 30.456  | Capacité: 74.301    |
|                  |                                      |                   |                     |

### Entraîneurs
- Plusieurs mouvements ont eu lieu durant l'intersaison :
  - Carlos Héctor Córdoba quitte son poste d'adjoint du Burn de Dallas pour entraîner le Fusion de Miami[2].
  - Alfonso Mondelo remplace Carlos Alberto Parreira aux MetroStars[3].

| Équipe                               | Entraîneur                                      |
| ------------------------------------ | ----------------------------------------------- |
| Fire de Chicago                      | Bob Bradley                                     |
| Rapids du Colorado                   | Glenn Myernick                                  |
| Crew de Columbus                     | Tom Fitzgerald                                  |
| D.C. United                          | Bruce Arena                                     |
| Burn de Dallas                       | Dave Dir                                        |
| Wizards de Kansas City               | Ron Newman                                      |
| Galaxy de Los Angeles                | Octavio Zambrano                                |
| Fusion de Miami                      | Carlos Héctor Córdoba Ivo Wortmann (24/07/1998) |
| Revolution de la Nouvelle-Angleterre | Thomas Rongen Walter Zenga (24/08/1998)         |
| MetroStars                           | Alfonso Mondelo Bora Milutinović (21/09/1998)   |
| Clash de San José                    | Brian Quinn                                     |
| Mutiny de Tampa Bay                  | John Kowalski Tim Hankinson (08/06/1998)        |

## Format de la compétition
- Les 12 équipes sont réparties en 2 associations : Association Ouest (6 équipes) et l'Association Est (6 équipes).
- Toutes les équipes disputent 32 rencontres qui se répartissent comme suit :
  - 4 rencontres (deux à domicile et deux à l'extérieur) contre chaque équipe de son association
  - 2 rencontres (une à domicile et une à l'extérieur) contre les équipes de l'association opposée
- Les matchs nuls n'existent pas. En effet, en cas d'égalité à la fin du temps réglementaire, les deux équipes disputent une séance de tirs au but. Contrairement à une séance de tirs au but classique, les joueurs partent des 35 yards (environ 32 mètres du but) et ont cinq secondes pour tirer au but. La victoire vaut 3 points si elle est acquise dans le temps réglementaire et 1 point si elle est acquise aux tirs au but. La défaite vaut dans les deux cas zéro point.
- Les quatre meilleures équipes de chaque association se qualifient pour les séries éliminatoires

## Saison régulière

### Classements des associations Ouest et Est
| Rang | Équipe                 | Pts | J  | G  | Gt | P  | Bp | Bc | Diff |
| ---- | ---------------------- | --- | -- | -- | -- | -- | -- | -- | ---- |
| 1    | Galaxy de Los Angeles  | 68  | 32 | 22 | 2  | 8  | 85 | 44 | +41  |
| 2    | Fire de Chicago C      | 56  | 32 | 18 | 2  | 12 | 62 | 45 | +17  |
| 3    | Rapids du Colorado     | 44  | 32 | 14 | 2  | 16 | 62 | 69 | -7   |
| 4    | Burn de Dallas         | 37  | 32 | 11 | 4  | 17 | 43 | 59 | -16  |
| 5    | Clash de San José      | 33  | 32 | 10 | 3  | 19 | 48 | 60 | -12  |
| 6    | Wizards de Kansas City | 32  | 32 | 10 | 2  | 20 | 45 | 50 | -5   |

| Rang | Équipe                               | Pts | J  | G  | Gt | P  | Bp | Bc | Diff |
| ---- | ------------------------------------ | --- | -- | -- | -- | -- | -- | -- | ---- |
| 1    | D.C. United T C1 SU                  | 58  | 32 | 17 | 7  | 8  | 74 | 48 | +26  |
| 2    | Crew de Columbus                     | 45  | 32 | 15 | 0  | 17 | 67 | 56 | +11  |
| 3    | MetroStars                           | 39  | 32 | 12 | 3  | 17 | 54 | 63 | -9   |
| 4    | Fusion de Miami                      | 35  | 32 | 10 | 5  | 17 | 46 | 68 | -22  |
| 5    | Mutiny de Tampa Bay                  | 34  | 32 | 11 | 1  | 20 | 46 | 57 | -11  |
| 6    | Revolution de la Nouvelle-Angleterre | 29  | 32 | 9  | 2  | 21 | 53 | 66 | -13  |

- MLS Supporters' Shield et qualification en séries éliminatoires
- Franchise qualifiée pour les séries éliminatoires

T : Tenant du titre

C : Vainqueur de la Coupe des États-Unis de soccer 1998

C1 : Vainqueur de la Coupe des champions de la CONCACAF 1998

SU : Vainqueur de la Copa Interamericana 1998

### Résultats
Source : Résultats de la saison

#### Matchs inter-associations
| Résultats (▼dom., ►ext.)                                   | CHI | COLO | COLU | DCU | DAL  | KAN  | LA  | MIA  | N-A | MET | SJ   | TAM |
| Fire de Chicago                                            |     |      | 2-0  | 1-3 |      |      |     | 3-2  | 3-2 | 0-1 |      | 2-0 |
| Rapids du Colorado                                         |     |      | 2-1  | 3-1 |      |      |     | 3-0  | 2-1 | 1-0 |      | 3-0 |
| Crew de Columbus                                           | 3-0 | 2-4  |      |     | 1-2  | 5-3  | 2-4 |      |     |     | 4-1  |     |
| D.C. United                                                | 4-1 | 4-3A |      |     | 4-5A | 3-2  | 3-0 |      |     |     | 3-1  |     |
| Burn de Dallas                                             |     |      | 2-1  | 0-1 |      |      |     | 2-0  | 1-3 | 2-0 |      | 0-1 |
| Wizards de Kansas City                                     |     |      | 2-1A | 1-2 |      |      |     | 2-0  | 1-0 | 2-0 |      | 1-0 |
| Galaxy de Los Angeles                                      |     |      | 0-3  | 0-1 |      |      |     | 2-3A | 5-1 | 3-2 |      | 5-1 |
| Fusion de Miami                                            | 0-2 | 3-2  |      |     | 2-1  | 2-1A | 3-5 |      |     |     | 3-2A |     |
| Revolution de la Nouvelle-Angleterre                       | 1-3 | 1-3  |      |     | 3-4A | 1-3  | 1-5 |      |     |     | 3-0  |     |
| MetroStars                                                 | 3-2 | 4-1  |      |     | 0-1  | 3-2A | 2-3 |      |     |     | 4-3  |     |
| Clash de San José                                          |     |      | 2-1A | 0-4 |      |      |     | 2-0  | 1-3 | 5-1 |      | 0-1 |
| Mutiny de Tampa Bay                                        | 1-2 | 2-3  |      |     | 3-1  | 2-1  | 1-3 |      |     |     | 2-1  |     |
| - Victoire à domicile - Match nul - Victoire à l'extérieur |     |      |      |     |      |      |     |      |     |     |      |     |

#### Matchs intra-associations

##### Association Ouest
| Résultats (▼dom., ►ext.)                                   | CHI  | COLO | DAL  | KAN  | LA  | SJ   | CHI  | COLO | DAL  | KAN  | LA   | SJ  |
| Fire de Chicago                                            |      | 5-0  | 1-0  | 4-1  | 3-1 | 5-2  |      | 3-1  | 4-1  | 1-0  | 1-2  | 2-1 |
| Rapids du Colorado                                         | 5-4A |      | 0-1  | 2-1  | 0-1 | 2-3  | 0-2  |      | 3-1  | 3-2  | 1-6  | 2-0 |
| Burn de Dallas                                             | 0-1  | 2-1A |      | 3-1  | 1-8 | 1-2  | 3-2  | 2-1  |      | 1-2A | 3-0  | 1-3 |
| Wizards de Kansas City                                     | 1-0  | 4-1  | 2-0  |      | 1-2 | 0-1  | 2-3A | 3-1  | 0-1  |      | 0-2  | 5-1 |
| Galaxy de Los Angeles                                      | 1-2A | 7-4  | 4-1  | 2-0  |     | 4-3A | 1-0  | 2-1  | 3-0  | 3-0  |      | 0-1 |
| Clash de San José                                          | 1-0  | 2-3A | 2-3A | 2-1A | 1-2 |      | 3-0  | 1-3  | 2-1A | 2-0  | 0-1A |     |
| - Victoire à domicile - Match nul - Victoire à l'extérieur |      |      |      |      |     |      |      |      |      |      |      |     |

##### Association Est
| Résultats (▼dom., ►ext.)                                   | COLU | DCU  | MIA  | N-A  | MET  | TAM  | COLU | DCU  | MIA | N-A  | MET  | TAM  |
| Crew de Columbus                                           |      | 2-1  | 5-1  | 3-2  | 2-1  | 3-1  |      | 3-4A | 1-0 | 6-1  | 4-3  | 3-4  |
| D.C. United                                                | 2-1A |      | 3-1  | 2-1A | 2-0  | 3-2  | 3-2A |      | 1-3 | 3-2  | 2-1  | 3-2A |
| Fusion de Miami                                            | 2-0  | 0-2  |      | 2-1  | 1-2  | 2-1A | 3-2  | 4-3  |     | 3-2  | 3-1  | 1-3  |
| Revolution de la Nouvelle-Angleterre                       | 0-2  | 2-1A | 3-0  |      | 1-2A | 4-3  | 2-0  | 0-1  | 1-2 |      | 0-1A | 3-0  |
| MetroStars                                                 | 3-0  | 4-3  | 4-2  | 5-3  |      | 1-2  | 3-1  | 0-5  | 3-1 | 0-2  |      | 1-2  |
| Mutiny de Tampa Bay                                        | 1-2  | 1-2A | 0-1A | 2-3  | 0-1  |      | 0-1  | 3-2A | 3-1 | 1-2A | 2-1  |      |
| - Victoire à domicile - Match nul - Victoire à l'extérieur |      |      |      |      |      |      |      |      |     |      |      |      |

A Quand un score est suivi d'une lettre, cela signifie que le match en question s'est terminé par une séance de tirs au but. Si le score inscrit est 3-2, cela signifie que l'équipe gagnante a remporté la séance de tirs au but après un match nul 2-2 dans le temps réglementaire.

## Séries éliminatoires

### Règlement
Les demi-finales ainsi que les finales d'association se déroulent au meilleur des trois matchs avec match aller et match d'appui éventuel chez le terrain du mieux classé. En cas d'égalité à l'issue d'un match, une séance de tirs au but est alors disputée. Contrairement à une séance de tirs au but classique, les joueurs partent des 35 yards (environ 32 mètres du but) et ont cinq secondes pour tirer au but.
La finale MLS, se déroule sur un match au Rose Bowl de Pasadena avec prolongation (but en or) et tirs au but pour départager si nécessaire les équipes. Les deux finalistes se qualifient pour la Coupe des champions de la CONCACAF 1999. Le vainqueur du championnat entre en quart de finale et le perdant se qualifie pour le tour préliminaire de cette compétition. Or, le D.C. United finaliste du championnat gagne la Coupe des champions de la CONCACAF 1998 et se qualifie automatiquement pour les quarts de finale de l'édition suivante. Ainsi, les Galaxy de Los Angeles qui a fait une meilleure saison régulière que l'autre demi-finaliste (le Crew de Columbus) récupère la place initialement dévolue au finaliste perdant.

### Tableau
|  | Demi-finales d'Association | Demi-finales d'Association | Demi-finales d'Association | Demi-finales d'Association |                            |                            | Finales d'Association | Finales d'Association | Finales d'Association | Finales d'Association |  |  | MLS Cup 1998                    | MLS Cup 1998                    | MLS Cup 1998                    | MLS Cup 1998                    |
|  |                            |                            |                            |                            |                            |                            |                       |                       |                       |                       |  |  |                                 |                                 |                                 |                                 |
|  | 30 septembre et 4 octobre  | 30 septembre et 4 octobre  | 30 septembre et 4 octobre  | 30 septembre et 4 octobre  |                            |                            | 11, 18 et 21 octobre  | 11, 18 et 21 octobre  | 11, 18 et 21 octobre  | 11, 18 et 21 octobre  |  |  | 25 octobre, Rose Bowl, Pasadena | 25 octobre, Rose Bowl, Pasadena | 25 octobre, Rose Bowl, Pasadena | 25 octobre, Rose Bowl, Pasadena |
|  | 30 septembre et 4 octobre  | 30 septembre et 4 octobre  | 30 septembre et 4 octobre  | 30 septembre et 4 octobre  |                            |                            | 11, 18 et 21 octobre  | 11, 18 et 21 octobre  | 11, 18 et 21 octobre  | 11, 18 et 21 octobre  |  |  | 25 octobre, Rose Bowl, Pasadena | 25 octobre, Rose Bowl, Pasadena | 25 octobre, Rose Bowl, Pasadena | 25 octobre, Rose Bowl, Pasadena |
|  | (E1) D.C. United           | (E1) D.C. United           | 2 - 0 (3)                  | 2 - 0 (3)                  |                            |                            | 11, 18 et 21 octobre  | 11, 18 et 21 octobre  | 11, 18 et 21 octobre  | 11, 18 et 21 octobre  |  |  | 25 octobre, Rose Bowl, Pasadena | 25 octobre, Rose Bowl, Pasadena | 25 octobre, Rose Bowl, Pasadena | 25 octobre, Rose Bowl, Pasadena |
|  | (E1) D.C. United           | (E1) D.C. United           | 2 - 0 (3)                  | 2 - 0 (3)                  |                            |                            | 11, 18 et 21 octobre  | 11, 18 et 21 octobre  | 11, 18 et 21 octobre  | 11, 18 et 21 octobre  |  |  | 25 octobre, Rose Bowl, Pasadena | 25 octobre, Rose Bowl, Pasadena | 25 octobre, Rose Bowl, Pasadena | 25 octobre, Rose Bowl, Pasadena |
|  | (E4) Fusion de Miami       | (E4) Fusion de Miami       | 1 - 0 (2)                  | 1 - 0 (2)                  |                            |                            | 11, 18 et 21 octobre  | 11, 18 et 21 octobre  | 11, 18 et 21 octobre  | 11, 18 et 21 octobre  |  |  | 25 octobre, Rose Bowl, Pasadena | 25 octobre, Rose Bowl, Pasadena | 25 octobre, Rose Bowl, Pasadena | 25 octobre, Rose Bowl, Pasadena |
|  | (E4) Fusion de Miami       | (E4) Fusion de Miami       | 1 - 0 (2)                  | 1 - 0 (2)                  | (E1) D.C. United           | (E1) D.C. United           | 2 - 2 - 3             | 2 - 2 - 3             |                       |                       |  |  | 25 octobre, Rose Bowl, Pasadena | 25 octobre, Rose Bowl, Pasadena | 25 octobre, Rose Bowl, Pasadena | 25 octobre, Rose Bowl, Pasadena |
|  | 30 septembre et 3 octobre  |                            |                            |                            | (E1) D.C. United           | (E1) D.C. United           | 2 - 2 - 3             | 2 - 2 - 3             |                       |                       |  |  | 25 octobre, Rose Bowl, Pasadena | 25 octobre, Rose Bowl, Pasadena | 25 octobre, Rose Bowl, Pasadena | 25 octobre, Rose Bowl, Pasadena |
|  |                            |                            | (E2) Crew de Columbus      | (E2) Crew de Columbus      | 0 - 4 - 0                  | 0 - 4 - 0                  |                       |                       |                       |                       |  |  | 25 octobre, Rose Bowl, Pasadena | 25 octobre, Rose Bowl, Pasadena | 25 octobre, Rose Bowl, Pasadena | 25 octobre, Rose Bowl, Pasadena |
|  | (E2) Crew de Columbus      | (E2) Crew de Columbus      | (E2) Crew de Columbus      | (E2) Crew de Columbus      | 0 - 4 - 0                  | 0 - 4 - 0                  | 5 - 1 (3)             | 5 - 1 (3)             |                       |                       |  |  | 25 octobre, Rose Bowl, Pasadena | 25 octobre, Rose Bowl, Pasadena | 25 octobre, Rose Bowl, Pasadena | 25 octobre, Rose Bowl, Pasadena |
|  | (E2) Crew de Columbus      | (E2) Crew de Columbus      | 10 et 16 octobre           |                            |                            |                            | 5 - 1 (3)             | 5 - 1 (3)             |                       |                       |  |  | 25 octobre, Rose Bowl, Pasadena | 25 octobre, Rose Bowl, Pasadena | 25 octobre, Rose Bowl, Pasadena | 25 octobre, Rose Bowl, Pasadena |
|  | (E3) MetroStars            | (E3) MetroStars            | 3 - 1 (2)                  | 3 - 1 (2)                  |                            |                            |                       |                       |                       |                       |  |  | 25 octobre, Rose Bowl, Pasadena | 25 octobre, Rose Bowl, Pasadena | 25 octobre, Rose Bowl, Pasadena | 25 octobre, Rose Bowl, Pasadena |
|  | (E3) MetroStars            | (E3) MetroStars            | 3 - 1 (2)                  | 3 - 1 (2)                  | (E1) D.C. United           | (E1) D.C. United           | 0                     | 0                     |                       |                       |  |  |                                 |                                 |                                 |                                 |
|  | 1 et 4 octobre             |                            |                            |                            | (E1) D.C. United           | (E1) D.C. United           | 0                     | 0                     |                       |                       |  |  |                                 |                                 |                                 |                                 |
|  |                            |                            | (O2) Fire de Chicago       | (O2) Fire de Chicago       | 2                          | 2                          |                       |                       |                       |                       |  |  |                                 |                                 |                                 |                                 |
|  | (O1) Galaxy de Los Angeles | (O1) Galaxy de Los Angeles | (O2) Fire de Chicago       | (O2) Fire de Chicago       | 2                          | 2                          | 6 - 3                 | 6 - 3                 |                       |                       |  |  |                                 |                                 |                                 |                                 |
|  | (O1) Galaxy de Los Angeles | (O1) Galaxy de Los Angeles |                            |                            |                            |                            |                       |                       |                       |                       |  |  |                                 |                                 |                                 |                                 |
|  | (O4) Burn de Dallas        | (O4) Burn de Dallas        | 1 - 2                      | 1 - 2                      |                            |                            |                       |                       |                       |                       |  |  |                                 |                                 |                                 |                                 |
|  | (O4) Burn de Dallas        | (O4) Burn de Dallas        | 1 - 2                      | 1 - 2                      | (O1) Galaxy de Los Angeles | (O1) Galaxy de Los Angeles | 0 - 1 (1)             | 0 - 1 (1)             |                       |                       |  |  |                                 |                                 |                                 |                                 |
|  | 1 et 5 octobre             |                            |                            |                            | (O1) Galaxy de Los Angeles | (O1) Galaxy de Los Angeles | 0 - 1 (1)             | 0 - 1 (1)             |                       |                       |  |  |                                 |                                 |                                 |                                 |
|  |                            |                            | (O2) Fire de Chicago       | (O2) Fire de Chicago       | 1 - 1 (2)                  | 1 - 1 (2)                  |                       |                       |                       |                       |  |  |                                 |                                 |                                 |                                 |
|  | (O2) Fire de Chicago       | (O2) Fire de Chicago       | (O2) Fire de Chicago       | (O2) Fire de Chicago       | 1 - 1 (2)                  | 1 - 1 (2)                  | 1 (3) - 1             | 1 (3) - 1             |                       |                       |  |  |                                 |                                 |                                 |                                 |
|  | (O2) Fire de Chicago       | (O2) Fire de Chicago       |                            |                            |                            |                            |                       | 1 (3) - 1             |                       |                       |  |  |                                 |                                 |                                 |                                 |
|  | (O3) Rapids du Colorado    | (O3) Rapids du Colorado    | 1 (2) - 0                  | 1 (2) - 0                  |                            |                            |                       |                       |                       |                       |  |  |                                 |                                 |                                 |                                 |
|  | (O3) Rapids du Colorado    | (O3) Rapids du Colorado    | 1 (2) - 0                  | 1 (2) - 0                  |                            |                            |                       |                       |                       |                       |  |  |                                 |                                 |                                 |                                 |
|  |                            |                            |                            |                            |                            |                            |                       |                       |                       |                       |  |  |                                 |                                 |                                 |                                 |

### Résultats

#### Demi-finales d'association

##### Association Est
| 30 septembre 1998 | D.C. United                                         | 2 - 1 | Fusion de Miami                                       |                                                                                            |                                                                                            |
|                   | Llamosa 18e · Lassiter 28e · Moreno 38e · Agoos 63e |       | · 59e Parra · 63e Serna · 63e Paulinho · 69e Paulinho | Robert F. Kennedy Memorial Stadium, Washington Spectateurs : 15 187 Arbitrage : Brian Hall | Robert F. Kennedy Memorial Stadium, Washington Spectateurs : 15 187 Arbitrage : Brian Hall |
|                   | Rapport                                             |       |                                                       | Robert F. Kennedy Memorial Stadium, Washington Spectateurs : 15 187 Arbitrage : Brian Hall | Robert F. Kennedy Memorial Stadium, Washington Spectateurs : 15 187 Arbitrage : Brian Hall |

| 4 octobre 1998                                         | Fusion de Miami                   | 0 - 0 2 - 3 t. a. b.                                 | D.C. United                |                                                                                |                                                                                |
|                                                        | Webber 3e · Parra 25e · Serna 34e |                                                      | 3e Lassiter · 71e Williams | Lockhart Stadium, Fort Lauderdale Spectateurs : 13 128 Arbitrage : Tim Weyland | Lockhart Stadium, Fort Lauderdale Spectateurs : 13 128 Arbitrage : Tim Weyland |
|                                                        | Rapport                           |                                                      |                            | Lockhart Stadium, Fort Lauderdale Spectateurs : 13 128 Arbitrage : Tim Weyland | Lockhart Stadium, Fort Lauderdale Spectateurs : 13 128 Arbitrage : Tim Weyland |
| Gutierrez · Maessner · Vargas · Cullen · Serna · Boyce | Tirs au but 2 - 3                 | Wood · Etcheverry · Moreno · Aunger · Harkes · Agoos |                            | Lockhart Stadium, Fort Lauderdale Spectateurs : 13 128 Arbitrage : Tim Weyland | Lockhart Stadium, Fort Lauderdale Spectateurs : 13 128 Arbitrage : Tim Weyland |

Le D.C. United se qualifie deux matchs à zéro.
| 30 septembre 1998 | Crew de Columbus | 5 - 3 | MetroStars                                                |                                                                    |                                                                    |
|                   | McBride 9e · McBride 12e · Smith 33e · Farrell 38e · Farrell 48e · Williams 55e · John 58e · Iribarren 60e · Warzycha 81e |       | · 17e Vega · 53e Hurtado · 60e (pen.) Sorber · 80e Joseph | Ohio Stadium, Columbus Spectateurs : 10 996 Arbitrage : Ali Saheli | Ohio Stadium, Columbus Spectateurs : 10 996 Arbitrage : Ali Saheli |
|                   | Rapport |       |                                                           | Ohio Stadium, Columbus Spectateurs : 10 996 Arbitrage : Ali Saheli | Ohio Stadium, Columbus Spectateurs : 10 996 Arbitrage : Ali Saheli |

| 3 octobre 1998                              | MetroStars                                        | 1 - 1 2 - 3 t. a. b.                          | Crew de Columbus         |                                                                                  |                                                                                  |
|                                             | Ramos 13e · Palacios 16e · Joseph 33e · Lalas 72e |                                               | · 22e John · 83e McBride | Giants Stadium, East Rutherford Spectateurs : 11 686 Arbitrage : Michael Kennedy | Giants Stadium, East Rutherford Spectateurs : 11 686 Arbitrage : Michael Kennedy |
|                                             | Rapport                                           |                                               |                          | Giants Stadium, East Rutherford Spectateurs : 11 686 Arbitrage : Michael Kennedy | Giants Stadium, East Rutherford Spectateurs : 11 686 Arbitrage : Michael Kennedy |
| Ramos · Savarese · Duhaney · Sorber · Petke | Tirs au but 2 - 3                                 | Thompson · Yeagley · Dooley · John · Williams |                          | Giants Stadium, East Rutherford Spectateurs : 11 686 Arbitrage : Michael Kennedy | Giants Stadium, East Rutherford Spectateurs : 11 686 Arbitrage : Michael Kennedy |

Le Crew de Columbus se qualifie deux matchs à zéro.

##### Association Ouest
| 1er octobre 1998 | Galaxy de Los Angeles                                                                               | 6 - 1 | Burn de Dallas                 |                                                                  |                                                                  |
|                  | Pena 10e · Hermosillo 16e · Cienfuegos 20e · Franchino 24e · Hermosillo 32e · Wélton 41e · Pena 69e |       | · 47e Washington · 85e Pollard | Rose Bowl, Pasadena Spectateurs : 10 047 Arbitrage : Ted Covaciu | Rose Bowl, Pasadena Spectateurs : 10 047 Arbitrage : Ted Covaciu |
|                  | Rapport                                                                                             |       |                                | Rose Bowl, Pasadena Spectateurs : 10 047 Arbitrage : Ted Covaciu | Rose Bowl, Pasadena Spectateurs : 10 047 Arbitrage : Ted Covaciu |

| 4 octobre 1998 | Burn de Dallas                                  | 2 - 3 | Galaxy de Los Angeles                                                                                        |                                                                |                                                                |
|                | · Eck 43e · Haynes 44e · Kreis 48e · Pareja 56e |       | 7e Jones · 13e Fraser · 34e Machón · 51e Caligiuri · 56e Pena · 80e Hendrickson · 85e Caligiuri · 88e Mathis | Cotton Bowl, Dallas Spectateurs : 8 130 Arbitrage : Brian Hall | Cotton Bowl, Dallas Spectateurs : 8 130 Arbitrage : Brian Hall |
|                | Rapport                                         |       | | Cotton Bowl, Dallas Spectateurs : 8 130 Arbitrage : Brian Hall | Cotton Bowl, Dallas Spectateurs : 8 130 Arbitrage : Brian Hall |

Le Galaxy de Los Angeles se qualifie deux matchs à zéro.
| 1er octobre 1998                               | Fire de Chicago                    | 1 - 1 3 - 2 t. a. b.                                     | Rapids du Colorado                                 |                                                                     |                                                                     |
|                                                | · Kubík 50e (pen.) · Gutierrez 60e |                                                          | 26e Bent · 49e Trittschuh · 66e Bravo · 79e Waldir | Soldier Field, Chicago Spectateurs : 12 610 Arbitrage : Kevin Terry | Soldier Field, Chicago Spectateurs : 12 610 Arbitrage : Kevin Terry |
|                                                | Rapport                            |                                                          |                                                    | Soldier Field, Chicago Spectateurs : 12 610 Arbitrage : Kevin Terry | Soldier Field, Chicago Spectateurs : 12 610 Arbitrage : Kevin Terry |
| Kubík · Soehn · Klopas · Wolff · Kuhn · Marsch | Tirs au but 3 - 2                  | Bravo · Waldir · Henderson · Vaudreuil · Harris · Vermes |                                                    | Soldier Field, Chicago Spectateurs : 12 610 Arbitrage : Kevin Terry | Soldier Field, Chicago Spectateurs : 12 610 Arbitrage : Kevin Terry |

| 5 octobre 1998 | Rapids du Colorado | 0 - 1 | Fire de Chicago                                  |                                                                      |                                                                      |
|                | Trittschuh 10e     |       | · 18e Wolff · 24e Kubík · 66e Marsch · 75e Armas | Mile High Stadium, Denver Spectateurs : 6 582 Arbitrage : Noel Kenny | Mile High Stadium, Denver Spectateurs : 6 582 Arbitrage : Noel Kenny |
|                | Rapport            |       |                                                  | Mile High Stadium, Denver Spectateurs : 6 582 Arbitrage : Noel Kenny | Mile High Stadium, Denver Spectateurs : 6 582 Arbitrage : Noel Kenny |

Le Fire de Chicago se qualifie deux matchs à zéro.

#### Finales d'association

##### Association Est
| 11 octobre 1998 | D.C. United                   | 2 - 0 | Crew de Columbus                       |                                                                                             |                                                                                             |
|                 | · Sanneh 68e · Etcheverry 78e |       | 53e Yeagley · 56e Elcock · 73e McBride | Robert F. Kennedy Memorial Stadium, Washington Spectateurs : 17 755 Arbitrage : Kevin Stott | Robert F. Kennedy Memorial Stadium, Washington Spectateurs : 17 755 Arbitrage : Kevin Stott |
|                 | Rapport                       |       |                                        | Robert F. Kennedy Memorial Stadium, Washington Spectateurs : 17 755 Arbitrage : Kevin Stott | Robert F. Kennedy Memorial Stadium, Washington Spectateurs : 17 755 Arbitrage : Kevin Stott |

| 18 octobre 1998 | Crew de Columbus                                                                                       | 4 - 2 | D.C. United                                                           |                                                                       |                                                                       |
|                 | McBride 8e · Dooley 18e · Smith 29e · Dooley 37e · McBride 47e · Elcock 75e · Iribarren 78e · John 81e |       | · 47e Llamosa · 62e Aunger · 65e Sanneh · 77e Lassiter · 88e Williams | Ohio Stadium, Columbus Spectateurs : 13 193 Arbitrage : Richard Grady | Ohio Stadium, Columbus Spectateurs : 13 193 Arbitrage : Richard Grady |
|                 | Rapport                                                                                                |       |                                                                       | Ohio Stadium, Columbus Spectateurs : 13 193 Arbitrage : Richard Grady | Ohio Stadium, Columbus Spectateurs : 13 193 Arbitrage : Richard Grady |

| 21 octobre 1998 | D.C. United                                              | 3 - 0 | Crew de Columbus          |                                                                                            |                                                                                            |
|                 | Agoos 12e · Etcheverry 21e · Lassiter 44e · Lassiter 79e |       | · 28e Clark · 56e Farrell | Robert F. Kennedy Memorial Stadium, Washington Spectateurs : 21 453 Arbitrage : Noel Kenny | Robert F. Kennedy Memorial Stadium, Washington Spectateurs : 21 453 Arbitrage : Noel Kenny |
|                 | Rapport                                                  |       |                           | Robert F. Kennedy Memorial Stadium, Washington Spectateurs : 21 453 Arbitrage : Noel Kenny | Robert F. Kennedy Memorial Stadium, Washington Spectateurs : 21 453 Arbitrage : Noel Kenny |

Le D.C. United se qualifie deux matchs à un.

##### Association Ouest
| 10 octobre 1998 | Galaxy de Los Angeles | 0 - 1 | Fire de Chicago                    |                                                                  |                                                                  |
|                 | · Franchino 65e       |       | 41e Armas · 68e Kubík · 86e Marsch | Rose Bowl, Pasadena Spectateurs : 25 107 Arbitrage : Kevin Terry | Rose Bowl, Pasadena Spectateurs : 25 107 Arbitrage : Kevin Terry |
|                 | Rapport               |       |                                    | Rose Bowl, Pasadena Spectateurs : 25 107 Arbitrage : Kevin Terry | Rose Bowl, Pasadena Spectateurs : 25 107 Arbitrage : Kevin Terry |

| 16 octobre 1998                            | Fire de Chicago   | 1 - 1 2 - 1 t. a. b.                          | Galaxy de Los Angeles |                                                                        |                                                                        |
|                                            | Nowak 31e         |                                               | · 37e Pena · 50e Pena | Soldier Field, Chicago Spectateurs : 32 744 Arbitrage : Paul Tamberino | Soldier Field, Chicago Spectateurs : 32 744 Arbitrage : Paul Tamberino |
|                                            | Rapport           |                                               |                       | Soldier Field, Chicago Spectateurs : 32 744 Arbitrage : Paul Tamberino | Soldier Field, Chicago Spectateurs : 32 744 Arbitrage : Paul Tamberino |
| Nowak · Razov · Soehn · Marsch · Podbrożny | Tirs au but 2 - 1 | Jones · Wélton · Machón · Cienfuegos · Vanney |                       | Soldier Field, Chicago Spectateurs : 32 744 Arbitrage : Paul Tamberino | Soldier Field, Chicago Spectateurs : 32 744 Arbitrage : Paul Tamberino |

Le Fire de Chicago se qualifie deux matchs à zéro.

#### MLS Cup 1998
| 25 octobre 1998 | Fire de Chicago                                                          | 2 - 0 | D.C. United                 | Rose Bowl, Pasadena                          |                                              |
|                 | · Podbrożny 29e · Razov 31e · Gutierrez 45e · Gutierrez 50e · Marsch 60e |       | 20e Sanneh · 33e Etcheverry | Spectateurs : 51 350 Arbitrage : Kevin Terry | Spectateurs : 51 350 Arbitrage : Kevin Terry |
|                 | Rapport                                                                  |       |                             | Spectateurs : 51 350 Arbitrage : Kevin Terry | Spectateurs : 51 350 Arbitrage : Kevin Terry |

## Leaders statistiques (saison régulière)

### Classement des buteurs (MLS Scoring Champion)
Le classement des buteurs se calcule de la manière suivante : 2 points pour un but et 1 point pour une passe.
| Rang | Joueur              | Club                                 | Buts | Passes | Points |
| ---- | ------------------- | ------------------------------------ | ---- | ------ | ------ |
| 1    | Stern John          | Crew de Columbus                     | 26   | 5      | 57     |
| 2    | Cobi Jones          | Galaxy de Los Angeles                | 19   | 13     | 51     |
| 3    | Welton              | Mutiny de Tampa Bay                  | 17   | 11     | 45     |
| 4    | Roy Lassiter        | D.C. United                          | 18   | 8      | 44     |
| 4    | Raúl Díaz Arce      | Revolution de la Nouvelle-Angleterre | 18   | 8      | 44     |
| 6    | Jaime Moreno        | D.C. United                          | 16   | 11     | 43     |
| 7    | Mauricio Cienfuegos | Galaxy de Los Angeles                | 13   | 16     | 42     |
| 8    | Marco Etcheverry    | D.C. United                          | 10   | 19     | 39     |
| 9    | Ronald Cerritos     | Clash de San Jose                    | 13   | 12     | 38     |
| 10   | Eduardo Hurtado     | MetroStars                           | 11   | 15     | 37     |

### Classement des passeurs
| Rang | Joueur              | Club                                 | Passes |
| ---- | ------------------- | ------------------------------------ | ------ |
| 1    | Marco Etcheverry    | D.C. United                          | 19     |
| 2    | Mauricio Cienfuegos | Galaxy de Los Angeles                | 16     |
| 3    | Eduardo Hurtado     | MetroStars                           | 15     |
| 3    | Joe-Max Moore       | Revolution de la Nouvelle-Angleterre | 15     |
| 5    | Jerzy Podbrożny     | Fire de Chicago                      | 14     |
| 5    | Martín Machón       | Galaxy de Los Angeles                | 14     |
| 7    | Adrián Paz          | Rapids du Colorado                   | 13     |
| 7    | Cobi Jones          | Galaxy de Los Angeles                | 13     |
| 7    | Preki               | Wizards de Kansas City               | 13     |

### Classement des gardiens
Il faut avoir joué au moins 1000 minutes pour être classé. Les statistiques sont faites seulement sur les matchs où les gardiens sont titulaires. 
| Rang | Gardien          | Club                   | MJ | MIN  | BE | BE/M |
| ---- | ---------------- | ---------------------- | -- | ---- | -- | ---- |
| 1    | Zach Thornton    | Fire de Chicago        | 23 | 2070 | 26 | 1.13 |
| 2    | Kevin Hartman    | Galaxy de Los Angeles  | 28 | 2510 | 39 | 1.40 |
| 3    | Scott Garlick    | D.C. United            | 25 | 2205 | 35 | 1.43 |
| 4    | Mike Ammann      | Wizards de Kansas City | 27 | 2430 | 42 | 1.56 |
| 5    | David Kramer     | Clash de San Jose      | 24 | 2125 | 39 | 1.65 |
| 6    | Juergen Sommer   | Crew de Columbus       | 21 | 1890 | 35 | 1.67 |
| 7    | Thomas Ravelli   | Mutiny de Tampa Bay    | 23 | 2053 | 38 | 1.67 |
| 8    | Mark Dodd        | Burn de Dallas         | 24 | 2160 | 42 | 1.75 |
| 9    | Marcus Hahnemann | Rapids du Colorado     | 28 | 2520 | 52 | 1.86 |
| 10   | Jeff Cassar      | Fusion de Miami        | 21 | 1890 | 41 | 1.95 |

## Récompenses individuelles

### Récompenses annuelles
| Trophée                            | Joueur                 | Club                   |
| ---------------------------------- | ---------------------- | ---------------------- |
| Meilleur joueur (saison régulière) | Marco Etcheverry       | D.C. United            |
| Meilleur joueur (finale MLS)       | Piotr Nowak            | Fire de Chicago        |
| Meilleur buteur                    | Stern John (57 points) | Crew de Columbus       |
| Meilleur défenseur                 | Luboš Kubík            | Fire de Chicago        |
| Meilleur gardien                   | Zach Thornton          | Fire de Chicago        |
| Meilleur rookie                    | Ben Olsen              | D.C. United            |
| Meilleur entraîneur                | Bob Bradley            | Fire de Chicago        |
| Meilleur arbitre                   | Paul Tamberino         |                        |
| Meilleur but                       | Brian McBride          | Crew de Columbus       |
| Trophée du fair-play (joueur)      | Thomas Dooley          | Crew de Columbus       |
| Trophée du fair-play (équipe)      |                        | Wizards de Kansas City |

### Joueur du mois
| Mois      | Joueur         | Club                  |
| --------- | -------------- | --------------------- |
| Mars      | Cobi Jones     | Galaxy de Los Angeles |
| Avril     | Juergen Sommer | Crew de Columbus      |
| Mai       | Piotr Nowak    | Fire de Chicago       |
| Juin      | Ross Paule     | Rapids du Colorado    |
| Juillet   | Roy Lassiter   | D.C. United           |
| Août      | Stern John     | Crew de Columbus      |
| Septembre | Diego Serna    | Fusion de Miami       |

### Joueur de la semaine
| Semaine    | Joueur              | Club                   |
| ---------- | ------------------- | ---------------------- |
| Semaine 1  | Marco Etcheverry    | D.C. United            |
| Semaine 2  | Cobi Jones          | Galaxy de Los Angeles  |
| Semaine 3  | Cobi Jones          | Galaxy de Los Angeles  |
| Semaine 4  | Frank Klopas        | Fire de Chicago        |
| Semaine 5  | Jason Farrell       | Crew de Columbus       |
| Semaine 6  | Stern John          | Crew de Columbus       |
| Semaine 7  | Paul Bravo          | Rapids du Colorado     |
| Semaine 8  | Tony Meola          | MetroStars             |
| Semaine 9  | Cobi Jones          | Galaxy de Los Angeles  |
| Semaine 10 | Vitalis Takawira    | Wizards de Kansas City |
| Semaine 11 | Jim Rooney          | MetroStars             |
| Semaine 12 | Stern John          | Crew de Columbus       |
| Semaine 13 | Mauricio Cienfuegos | Galaxy de Los Angeles  |
| Semaine 14 | Jerzy Podbrożny     | Fire de Chicago        |
| Semaine 15 | Zach Thornton       | Fire de Chicago        |
| Semaine 16 | Roman Kosecki       | Fire de Chicago        |
| Semaine 17 | Luboš Kubík         | Fire de Chicago        |
| Semaine 18 | John Harkes         | D.C. United            |
| Semaine 19 | Roy Lassiter        | D.C. United            |
| Semaine 20 | Marco Etcheverry    | D.C. United            |
| Semaine 21 | Mauricio Ramos      | Mutiny de Tampa Bay    |
| Semaine 22 | Cobi Jones          | Galaxy de Los Angeles  |
| Semaine 23 | Stern John          | Crew de Columbus       |
| Semaine 24 | Cobi Jones          | Galaxy de Los Angeles  |
| Semaine 25 | Diego Serna         | Fusion de Miami        |
| Semaine 26 | Carlos Hermosillo   | Galaxy de Los Angeles  |
| Semaine 27 | Josh Wolff          | Fire de Chicago        |
| Semaine 28 | Diego Serna         | Fusion de Miami        |
| Semaine 29 | Mauricio Ramos      | Mutiny de Tampa Bay    |

## Bilan
| Major League Soccer 1998                  |                                          |
| Champion                                  | Fire de Chicago (1er titre)              |
| Play-offs                                 | Galaxy de Los Angeles                    |
| Play-offs                                 | D.C. United                              |
| Play-offs                                 | Fire de Chicago                          |
| Play-offs                                 | Crew de Columbus                         |
| Play-offs                                 | Rapids du Colorado                       |
| Play-offs                                 | MetroStars                               |
| Play-offs                                 | Burn de Dallas                           |
| Play-offs                                 | Fusion de Miami                          |
| Coupes et trophées                        |                                          |
| Vainqueur de la Coupe des États-Unis 1998 | Fire de Chicago                          |
| Qualifications continentales              |                                          |
| Coupe des champions de la CONCACAF 1999   | Fire de Chicago (quart de finale)        |
| Coupe des champions de la CONCACAF 1999   | D.C. United (quart de finale)            |
| Coupe des champions de la CONCACAF 1999   | Galaxy de Los Angeles (match de barrage) |